# Miralda paulbartschi
Miralda paulbartschi är en snäckart. Miralda paulbartschi ingår i släktet Miralda och familjen Pyramidellidae. Inga underarter finns listade i Catalogue of Life.